# Malon (Bérégadougou)
Pour les articles homonymes, voir Malon.
Ne doit pas être confondu avec Malon (Wolonkoto).
Malon est un village du département et la commune rurale de Bérégadougou, situé dans la province de Comoé et la région des Cascades au Burkina Faso.

## Géographie
Population:
- 2003: 194 habitants[1]
- 2006: 167 habitants (RGPH)